# Cronicile Amberului
Croncile Amberului este o serie fantasy populară, creată de Roger Zelazny. Ea este formată din două serii a câte cinci romane, la care se adaugă o serie de povestiri a căror acțiune se desfășoară în universul Amber.
În povestea Amberului există doar două lumi adevărate: Amber și Curțile Haosului. Toate celelalte lumi, inclusiv Pământul, sunt doar umbre ale tensiunilor dintre acestea două. Curțile Haosului se află în Umbră chiar la marginea Haosului. Conducătorii Amberului pot călători liber printre umbre, alterând realitatea prin simpla alegere a elementelor umbrelor care rămân și care vor fi schimbate.
Primii zece romane au fost scrise de către Zelazny și publicate în mod individual. Acestea au fost, de asemenea, lansate într-un singur volum numit The Great Book of Amber. Primele cinci romane au fost puse în două volume numite The Chronicles of Amber Volume One care conține primele două romane și The Chronicles of Amber Volume Two care conține celelalte trei romane. Nine Princes in Amber a apărut pentru prima dată doar un fragment în Kallikanzaros # 1, iunie 1967 și un al doilea fragment în Kallikanzaros # 3, decembrie 1967. Sign of the Unicorn, The Hand of Oberon și The Courts of Chaos au apărut mai întâi ca versiuni prescurtate, serializate în revista Science Fiction Galaxy. Alte romane Amber (Guns of Avalon și cele cinci romane din seria Merlin) nu au fost serializate sau publicate sub forma unor fragmente.  

## Ciclul Corvin
Primele cinci cărți descriu aventurile Prințului Corwin din Amber.
Primele cinci romane sunt povestite de Corwin și descriu aventurile lui Corwin și viața sa după ce s-a reîntâlnit cu familia sa, după o absență de mai multe secole. Romanele formează colecția denumită Cronicile Amberului.

### Nouă prinți din Amber
- 1970 Nine Princes in Amber

ro. 1994: Editura Olimp, Nouă prinți din Amber (Traducere Eugen Cristea), ISBN 973-9180-11-6
ro. 2007: Editura Tritonic, Nouă prinți din Amber (Traducere Eugen Cristea), ISBN 978-973-733-121-2
Corwin se trezește dintr-o comă la un spital din New York și are amnezie. Curând descoperă că face parte dintr-o familie regală supraomenească, care poate călători prin lumi paralele infinite (numite umbre), familie care a domnit peste lumea cea adevărată, Amber. El se întâlnește cu membri ai acestei familii nou-redescoperite. Apoi, Corwin este prezentat plimbându-se prin Model (engleză Pattern), un labirint aflat în temnițele Castelului Amber, care îi dă control asupra multiversului. 

### Armele din Avalon
- 1972 The Guns of Avalon

ro. 2007: Editura Tritonic, Armele din Avalon (Traducere Eugen Cristea), ISBN 978-973-733-122-9

### Semnul unicornului
- 1975 Sign of the Unicorn

ro. 2007: Editura Tritonic, Semnul unicornului (Traducere Eugen Cristea), ISBN 978-973-733-147-2

### Mâna lui Oberon
- 1976 The Hand of Oberon

ro. 2007: Editura Tritonic, Mâna lui Oberon (Traducere Eugen Cristea), ISBN 978-973-733-179-3

### Curțile Haosului
- 1978 The Courts of Chaos

ro. 2007: Editura Tritonic, Curțile Haosului (Traducere Eugen Cristea), ISBN 978-973-733-185-4

## Ciclul Merlin
A doua serie relatează povestea fiului lui Corwin, Merlin (Merle), un vrăjitor și un expert în calculatoare.

### Trumps of Doom
- 1985 Trumps of Doom - câștigător al premiului Locus Fantasy, 1986[1]

ro. 2008: Editura Tritonic, Atuurile morții (Traducere Eugen Cristea), ISBN 978-973-733-222-6

### Blood of Amber
- 1986 Blood of Amber - nominalizat la premiul Locus Fantasy, 1987[2]

ro. 2008: Editura Tritonic, Sângele din Amber (Traducere Eugen Cristea), ISBN 978-973-733-225-7

### Sign of Chaos
- 1987 Sign of Chaos - nominalizat la  premiul Locus Fantasy, 1988[3]

ro. 2008: Editura Tritonic, Semnul Haosului (Traducere Eugen Cristea), ISBN 978-973-733-244-8

### Knight of Shadows
- 1989 Knight of Shadows

ro. 2008: Editura Tritonic, Cavalerul Umbrelor (Traducere Eugen Cristea), ISBN 978-973-733-245-5

### Prince of Chaos
- 1991 Prince of Chaos

ro. 2008: Editura Tritonic, Prințul Haosului (Traducere Eugen Cristea), ISBN 978-973-733-246-2

## Manna from Heaven (povestiri)
Zelazny a mai scris câteva povestiri a căror acțiune se petrece în universul Amber. Aranjate în ordinea indicată de Zelazny, acestea includ:
- 2005 "A Secret of Amber" [fragment scris împreună cu Ed Greenwood între 1977 și 1992,[4] publicat în Amberzine #12-15]
- 1985 "Prolog to Trumps of Doom"
- 1994 "The Salesman's Tale"
- 1995 "Blue Horse, Dancing Mountains"
- 1994 "The Shroudling and The Guisel"
- 1995 "Coming to a Cord"
- 1996 "Hall of Mirrors"

Ultimele cinci povestiri formează o singură poveste, a cărei acțiune are loc după Prince of Chaos.
Toate cele 10 romane au fost publicate într-un singur volum sub numele de The Great Book of Amber, iar șase dintre cele șapte povestiri au fost adunate în volumul Manna from Heaven. O scenă de sex scoasă din The Guns of Avalon, a fost publicată în The Collected Stories of Roger Zelazny, Volume 3: This Mortal Mountain Arhivat în 10 iulie 2010, la Wayback Machine. în timp ce toate cele șapte povestiri apar în volumele 5 și 6 din The Collected Stories of Roger Zelazny Arhivat în 9 octombrie 2011, la Wayback Machine..

## Alte scrieri
Zelazny a colaborat și la The Visual Guide to Castle Amber (1988), care conține detalii biografice ale personajelor din Amber, precum și un ghid detaliat al Castelului Amber. Cartea a fost scrisă de Neil Randall, fiind ilustrată de Todd Cameron Hamilton și James Clouse.
John Betancourt a scris o serie de romane a căror acțiune se petrece în universul Amber. Seria lui Betancourt redă povestea tatălui lui Corwin, Oberon. Acțiunea are loc cu câteva secole înainte de Nine Princes in Amber.
Un joc pe calculator interactiv, bazat pe Nine Princes in Amber, a fost lansat de Telarium în 1987. Seria Amber a inspirat și un RPG intitulat Amber Diceless Roleplaying, publicat de Phage Press.

## Surse de inspirație

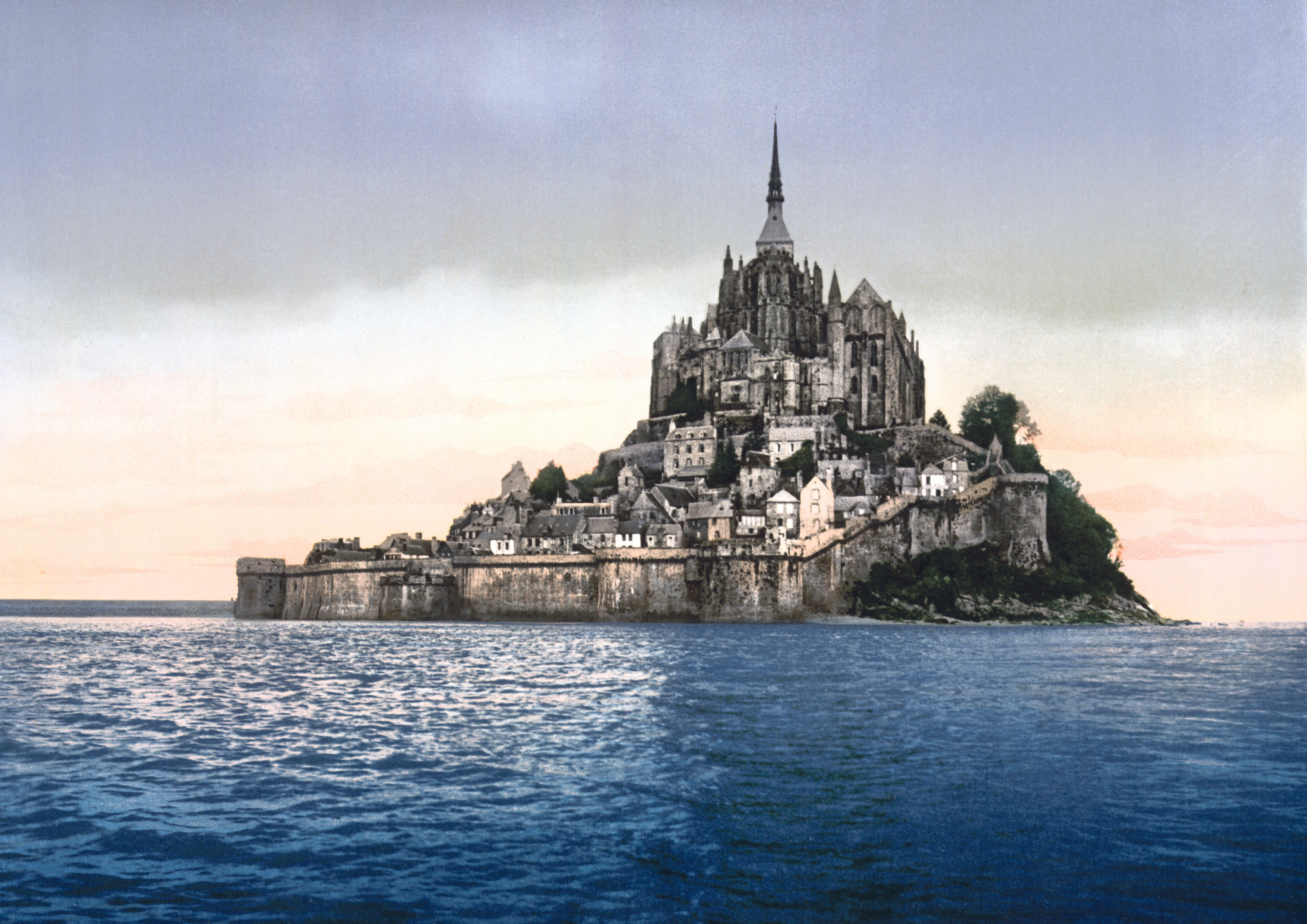
Mont Saint-Michel - posibilă sursă de inspirație pentru Amber

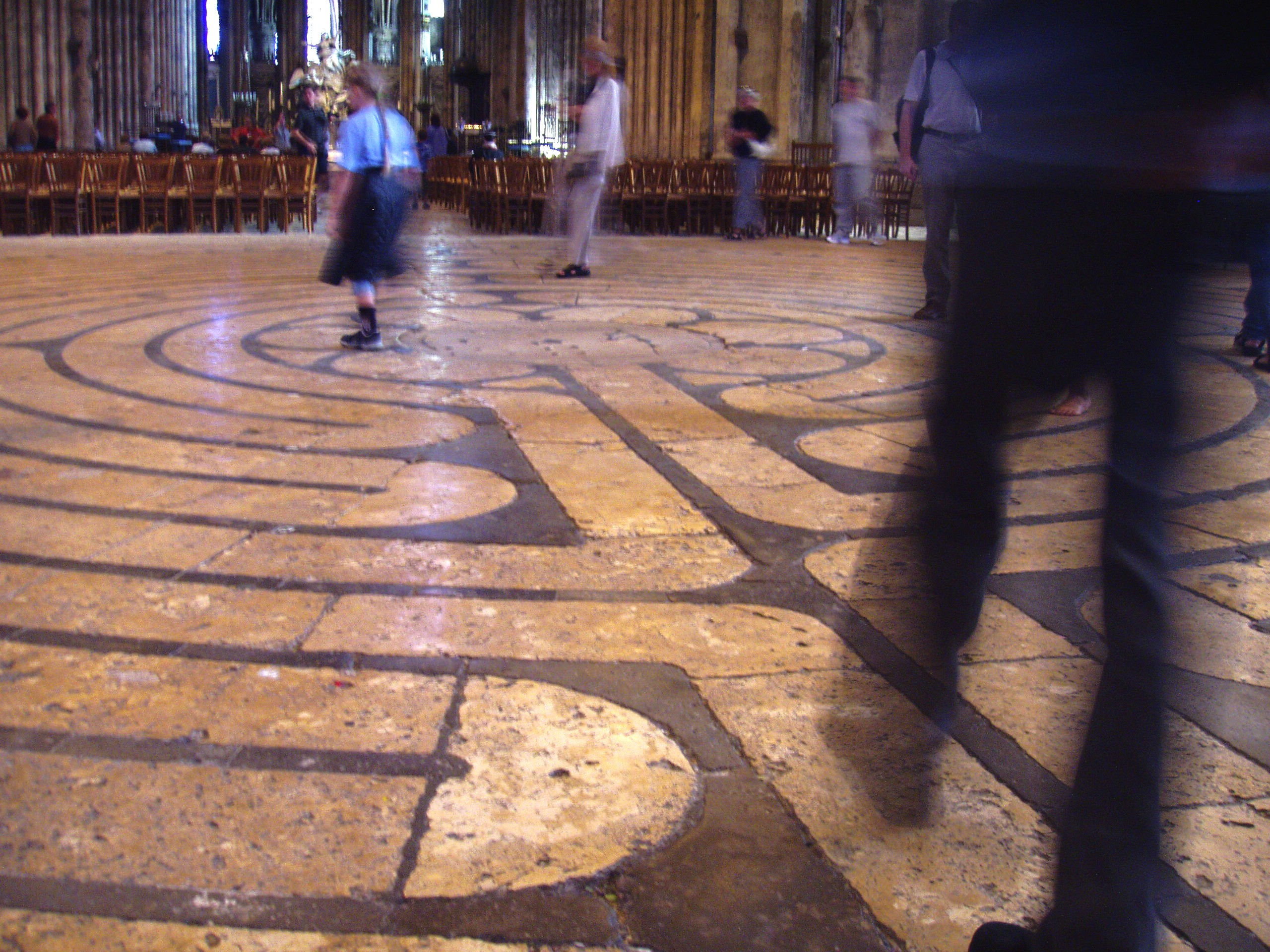
Labirintul desenat în mozaic în Catedrala de Chartres: posibilă sursă de inspiraţie pentru Model -labirintul aflat în temnițele Castelului Amber